# Власьево (Тверь)
Вла́сьево (Старое Власьево, Власька) — посёлок, вошедший в 1961 году  в черту города Тверь. Находится на территории Московского района.

## География
Находится в восточной части города, между Московским шоссе и берегом Волги. К западу — Берёзовая роща (статус ООПТ с 1982 года), к востоку — Липовая роща, ещё к востоку, за храмом Казанской Божьей матери, расположено кладбище. Через шоссе — Посёлок Химинститута.

## История
Статус посёлка Власьево получило в 1930-е годы (некоторое время назывался совхоз Власьево), до этого было село Власьево, а в XVIII веке (до строительства храма Казанской Божьей матери) значилось сельцо Власьевское. В конце 1940-х годов за шоссе возник посёлок Новое Власьево (рядом с деревней Никифоровское). В Берёзовой роще в Советское время существовала пристань Власьево.
В черту города Калинина посёлки Власьево и Новое Власьево включены в 1961 году.

## Инфраструктура
Церковь Казанской иконы Божией Матери во Власьеве.

## Транспорт
Автобусное сообщение.